# Expedice 21
Expedice 21 byla jednadvacátou výpravou na Mezinárodní vesmírné stanici. Expedice byla zahájena odletem kosmické lodě Sojuz TMA-14 od stanice 11. října 2009 a trvala do odletu Sojuzu TMA-15 1. prosince 2009. Velitelem Expedice 21 a prvním velitelem ISS z ESA byl belgický astronaut Frank De Winne.
Sojuz TMA-15 a Sojuz TMA-16 připojené k modulu Zarja sloužily u ISS jako záchranné lodě.

## Posádka
| Pozice            | První část (říjen 2009)    | Druhá část (říjen až listopad 2009) |
| ----------------- | -------------------------- | ----------------------------------- |
| Velitel           | Frank De Winne, (2) ESA    | Frank De Winne, (2) ESA             |
| Palubní inženýr 1 | Maxim Surajev, (1) CPK     | Maxim Surajev, (1) CPK              |
| Palubní inženýr 2 | Nicole Stottová, (1) NASA  |                                     |
| Palubní inženýr 3 | Roman Romaněnko, (1) CPK   | Roman Romaněnko, (1) CPK            |
| Palubní inženýr 4 | Robert Thirsk, (2) CSA     | Robert Thirsk, (2) CSA              |
| Palubní inženýr 5 | Jeffrey Williams, (3) NASA | Jeffrey Williams, (3) NASA          |

Zdroj pro tabulku: NASA
V závorkách je uveden dosavadní počet letů do vesmíru včetně této mise.

## Záložní posádka
- Chris Hadfield – velitel
- Dmitrij Kondratěv
- André Kuipers
- Shannon Walkerová
- Alexandr Skvorcov ml.
- Catherine Colemanová